# Olav Kooij
Olav Kooij (født 17. oktober 2001 i Numansdorp) er en professionel cykelrytter fra Holland, der er på kontrakt hos Team Visma | Lease a Bike.